# Leichtathletik-Europameisterschaften 1998/Diskuswurf der Männer

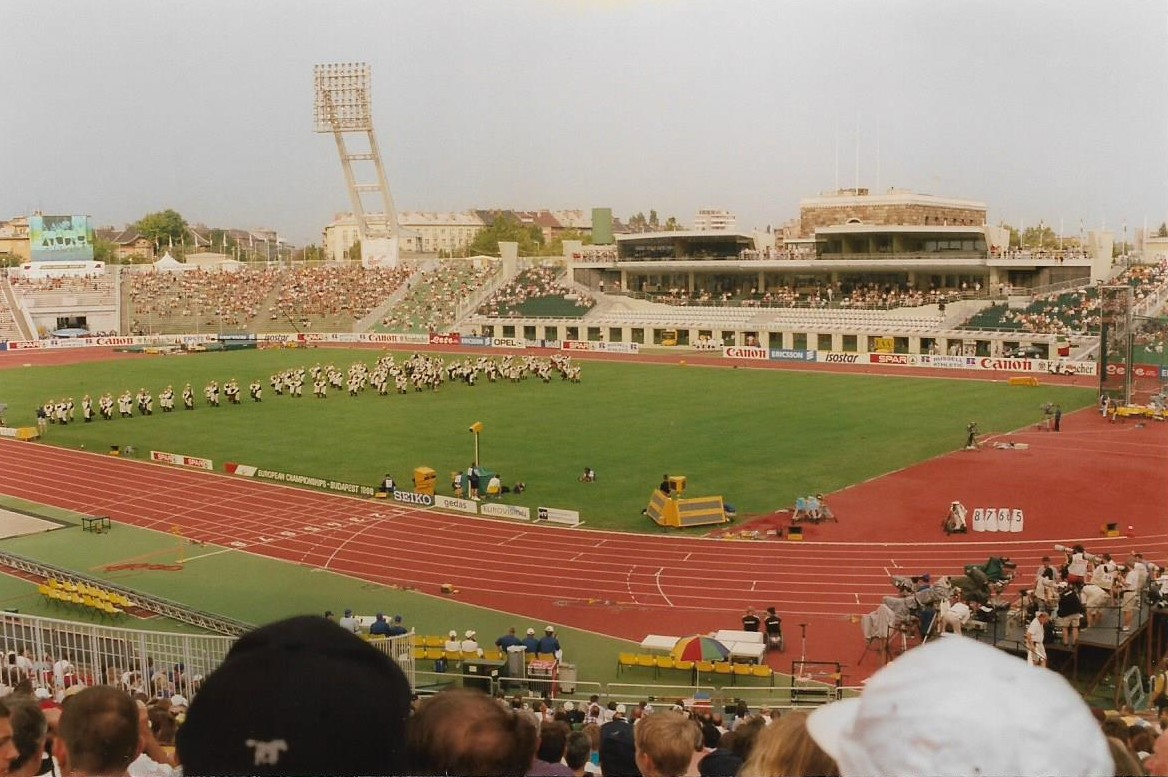
Das Népstadion von Budapest im Jahr 1998

Der Diskuswurf der Männer bei den Leichtathletik-Europameisterschaften 1998 wurde am 22. und 23. August 1998 im Népstadion der ungarischen Hauptstadt Budapest ausgetragen.
In diesem Wettbewerb errangen die deutschen Diskuswerfer einen Doppelsieg. Europameister wurde der Olympiasieger von 1996 und vierfache Weltmeister (1991 bis 1995) Lars Riedel.
Er gewann vor dem Olympiasieger von 1988, Olympiazweiten von 1992, Weltmeister von 1987, Europameister von 1990 und Weltrekordinhaber Jürgen Schult.
Bronze ging an den Vizeweltmeister von 1997 Virgilijus Alekna aus Litauen.

## Bestehende Rekorde
| Weltrekord           | 74,08 m | Jürgen Schult | Neubrandenburg DDR (heute Deutschland) | 6. Juni 1986    |
| Europarekord         | 74,08 m | Jürgen Schult | Neubrandenburg DDR (heute Deutschland) | 6. Juni 1986    |
| Meisterschaftsrekord | 67,08 m | Romas Ubartas | EM Stuttgart, BR Deutschland           | 31. August 1986 |

Der deutsche Europameister Lars Riedel verfehlte den bestehenden EM-Rekord von 67,08 m im Finale am 23. August in seinem ersten Versuch um lediglich einen Zentimeter. Zum Welt- und Europarekord fehlten ihm genau sieben Meter.

## Legende
Kurze Übersicht zur Bedeutung der Symbolik – so üblicherweise auch in sonstigen Veröffentlichungen verwendet:
| NM  | keine Weite (no mark) |
| ogV | ohne gültigen Versuch |
| x   | ungültig              |

## Qualifikation
22. August 1998
31 Wettbewerber traten in zwei Gruppen zur Qualifikationsrunde an. Drei von ihnen (hellblau unterlegt) übertrafen die Qualifikationsweite für den direkten Finaleinzug von 63,00 m. Damit war die Mindestzahl von zwölf Finalteilnehmern nicht erreicht. Das Finalfeld wurde mit den neun nächstplatzierten Sportlern (hellgrün unterlegt) auf zwölf Werfer aufgefüllt. So reichten für die Finalteilnahme schließlich 60,59 m.

### Gruppe A
| Platz | Name                      | Nation         | Weite (m) |
| ----- | ------------------------- | -------------- | --------- |
| 1     | Jürgen Schult             | Deutschland    | 63,63     |
| 2     | Uladsimir Dubrouschtschyk | Belarus        | 63,12     |
| 3     | Andreas Seelig            | Deutschland    | 61,96     |
| 4     | Romas Ubartas             | Litauen        | 61,81     |
| 5     | Robert Weir               | Großbritannien | 61,36     |
| 6     | Virgilijus Alekna         | Litauen        | 60,81     |
| 7     | Libor Malina              | Tschechien     | 60,69     |
| 8     | Nick Sweeney              | Irland         | 60,36     |
| 9     | Olav Jenssen              | Norwegen       | 57,78     |
| 10    | Timo Tompuri              | Finnland       | 57,52     |
| 11    | Ottó Benczenleitner       | Ungarn         | 56,54     |
| 12    | Jean Pons                 | Frankreich     | 55,80     |
| 13    | Kristian Pettersson       | Schweden       | 54,02     |
| 14    | Ercüment Olgundeniz       | Türkei         | 53,23     |
| NM    | Dmitri Schewtschenko      | Russland       | ogV       |

### Gruppe B

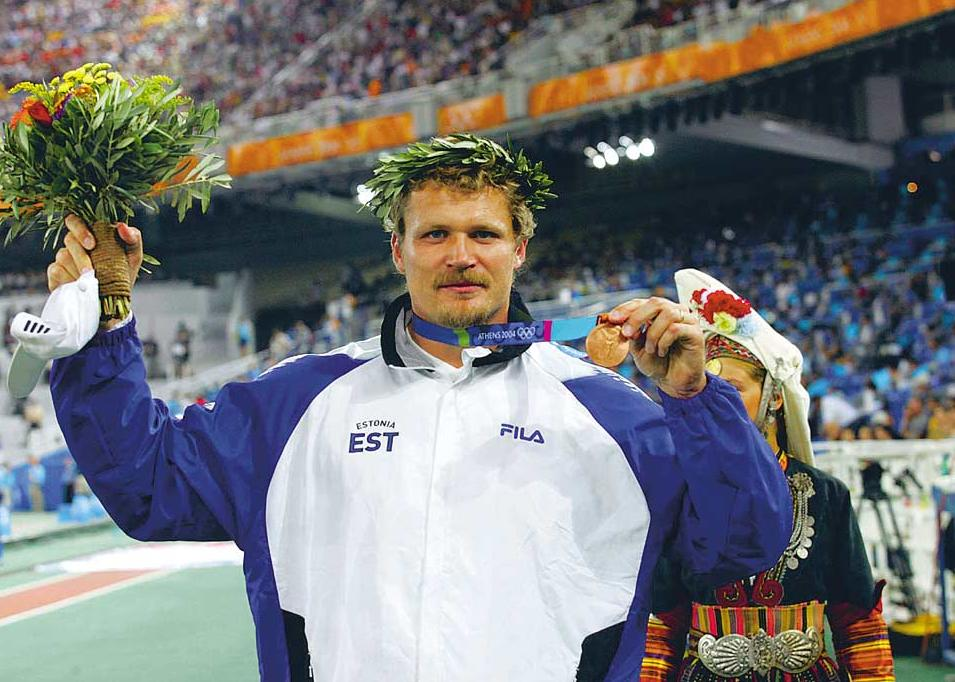
Aleksander Tammert schied mit 57,62 m in der Qualifikation aus
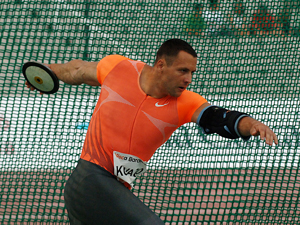
56,89 m reichten für Zoltán Kővágó nicht zur Finalteilnahme

| Platz | Name               | Nation         | Weite (m) |
| ----- | ------------------ | -------------- | --------- |
| 1     | Róbert Fazekas     | Ungarn         | 64,07     |
| 2     | Lars Riedel        | Deutschland    | 62,03     |
| 3     | Diego Fortuna      | Italien        | 61,80     |
| 4     | Vaclovas Kidykas   | Litauen        | 61,05     |
| 5     | Leonid Tscherewko  | Belarus        | 60,59     |
| 6     | Witali Sidorow     | Ukraine        | 60,34     |
| 7     | Glen Smith         | Großbritannien | 58,97     |
| 8     | Igor Primc         | Slowenien      | 58,90     |
| 9     | Andrzej Krawczyk   | Polen          | 58,09     |
| 10    | Mattias Borrman    | Schweden       | 58,06     |
| 11    | Aleksander Tammert | Estland        | 57,62     |
| 12    | Zoltán Kővágó      | Ungarn         | 56,89     |
| 13    | Harri Uurainen     | Finnland       | 56,78     |
| 14    | Jean-Claude Retel  | Frankreich     | 55,44     |
| 15    | Dragan Mustapić    | Kroatien       | 54,73     |
| 16    | Perris Wilkins     | Großbritannien | 53,16     |

## Finale
23. August 1998
| Platz | Name                      | Nation         | Resultat (m) | 1. Versuch (m) | 2. Versuch (m) | 3. Versuch (m) | 4. Versuch (m)                         | 5. Versuch (m)                         | 6. Versuch (m)                         |
| 1     | Lars Riedel               | Deutschland    | 67,07        | 67,07          | 66,79          | 66,27          | 66,16                                  | 66,01                                  | x                                      |
| 2     | Jürgen Schult             | Deutschland    | 66,69        | 65,81          | x              | x              | 66,69                                  | x                                      | 66,53                                  |
| 3     | Virgilijus Alekna         | Litauen        | 66,46        | 66,18          | 63,93          | x              | 66,46                                  | x                                      | x                                      |
| 4     | Róbert Fazekas            | Ungarn         | 65,13        | 62,79          | x              | 62,97          | 65,13                                  | 64,14                                  | x                                      |
| 5     | Diego Fortuna             | Italien        | 64,26        | 61.64          | 62,86          | 63,19          | 62,37                                  | 64,26                                  | x                                      |
| 6     | Uladsimir Dubrouschtschyk | Belarus        | 63,96        | 62,82          | 56,10          | 61,30          | 63,96                                  | x                                      | 60,10                                  |
| 7     | Andreas Seelig            | Deutschland    | 63,15        | 61,98          | x              | x              | 62,65                                  | x                                      | 63,15                                  |
| 8     | Robert Weir               | Großbritannien | 61,92        | 61,74          | 61,92          | x              | 61,84                                  | x                                      | 59,44                                  |
| 9     | Romas Ubartas             | Litauen        | 61,66        | 56,78          | 61,66          | 60,74          | nicht im Finale der besten acht Werfer | nicht im Finale der besten acht Werfer | nicht im Finale der besten acht Werfer |
| 10    | Libor Malina              | Tschechien     | 60,58        | 58,88          | 60,49          | 60,58          | nicht im Finale der besten acht Werfer | nicht im Finale der besten acht Werfer | nicht im Finale der besten acht Werfer |
| 11    | Vaclovas Kidykas          | Litauen        | 60,21        | 59,29          | 60,21          | x              | nicht im Finale der besten acht Werfer | nicht im Finale der besten acht Werfer | nicht im Finale der besten acht Werfer |
| 12    | Leonid Tscherewko         | Belarus        | 59,13        | 54,86          | 59,13          | x              | nicht im Finale der besten acht Werfer | nicht im Finale der besten acht Werfer | nicht im Finale der besten acht Werfer |

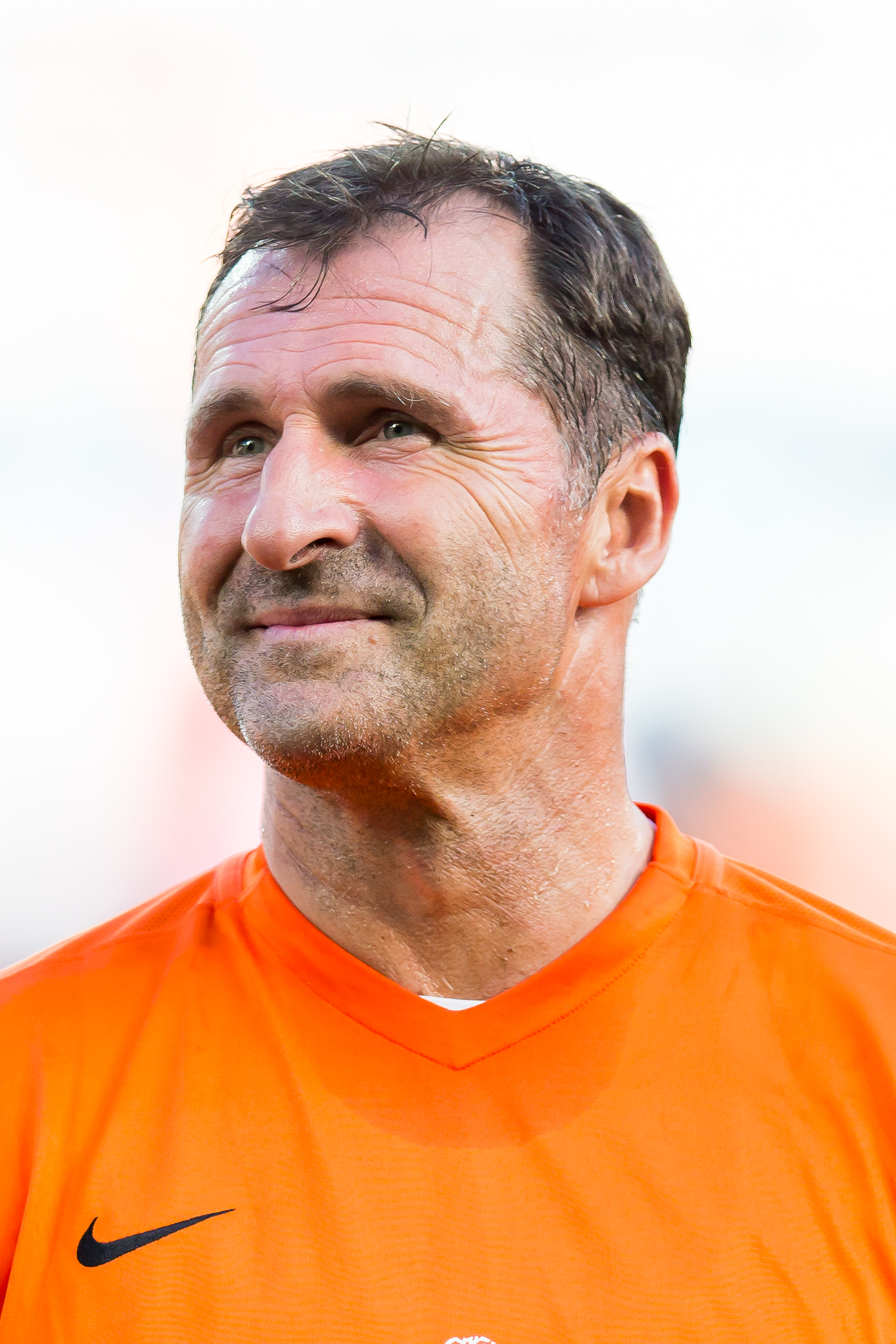
Europameister Lars Riedel, 1996 Olympiasieger und von 1991 bis 1995 vierfacher Weltmeister
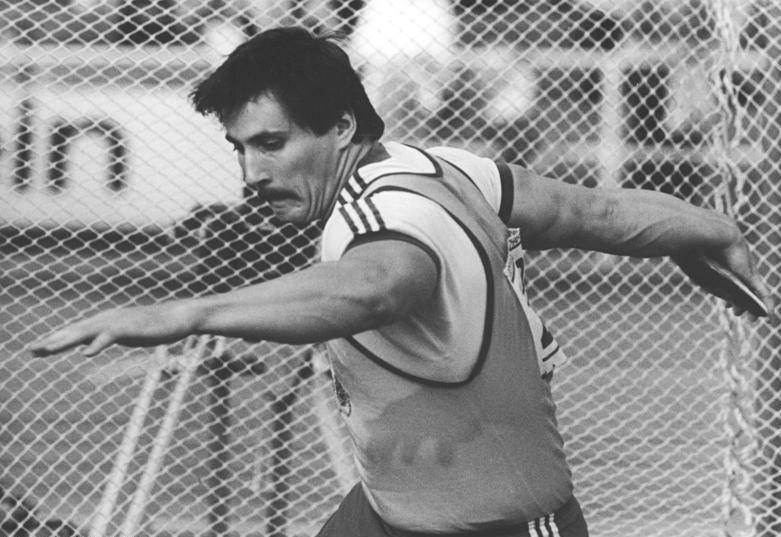
Vizeeuropameister Jürgen Schult, 1988 Olympiasieger, 1992 Olympiazweiter, 1987 Weltmeister, 1990 Europameister und Weltrekordinhaber
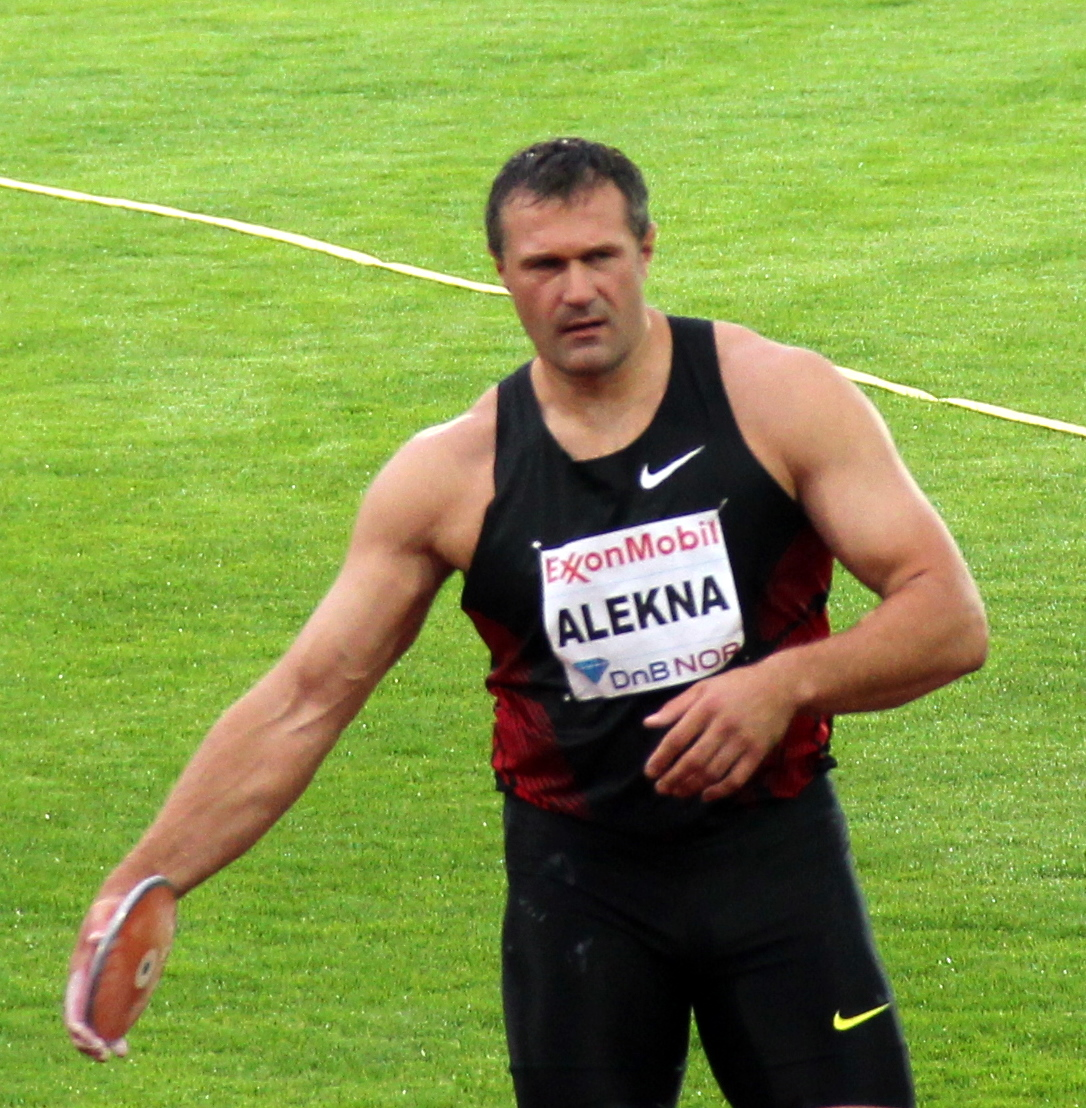
Bronzemedaillengewinner Virgilijus Alekna, 1997 Vizeweltmeister
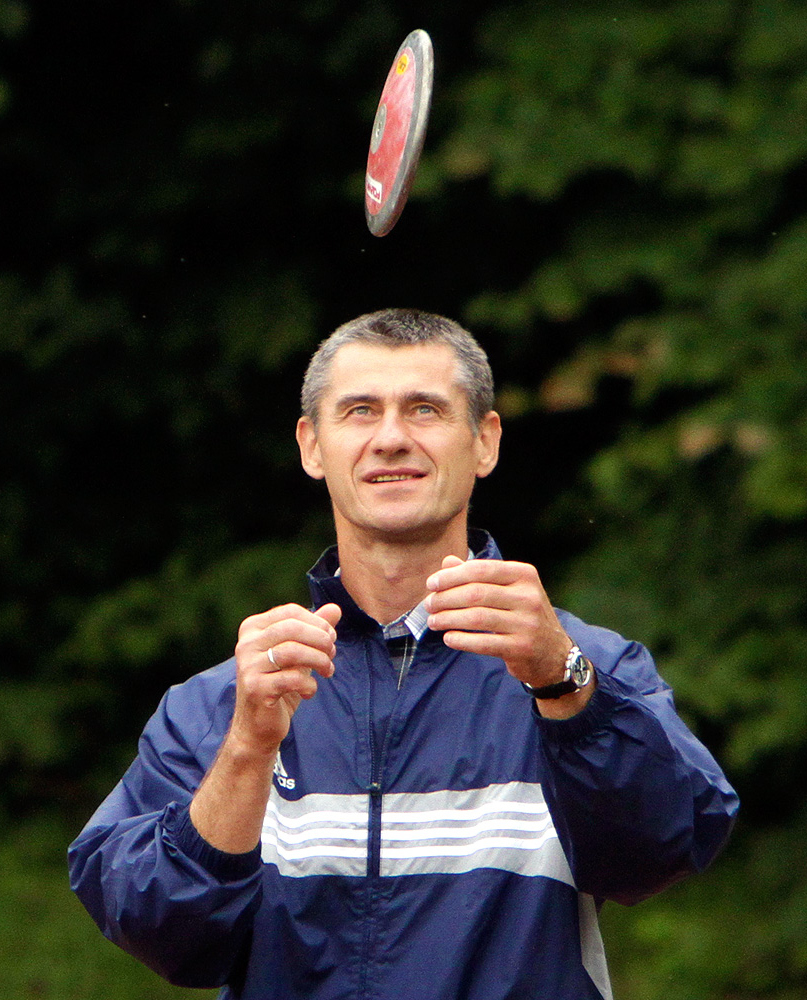
Romas Ubartas belegte Rang neun

## Videolink
- 1998 European Athletics Championships – Men's discus throw (2 hours discus), youtube.com, abgerufen am 9. Januar 2023